# Gavrus
Gavrus – miejscowość i gmina we Francji, w regionie Normandia, w departamencie Calvados.
Według danych na rok 1990 gminę zamieszkiwało 196 osób, a gęstość zaludnienia wynosiła 72 osoby/km² (wśród 1815 gmin Dolnej Normandii Gavrus plasuje się na 690. miejscu pod względem liczby ludności, natomiast pod względem powierzchni na miejscu 1058.).